# Розенбаум, Вернер
Вернер Розенбаум (нем. Werner Rosenbaum, 23 июля 1927 — 27 июля 2008) — немецкий хоккеист (хоккей на траве), нападающий. Бронзовый призёр летних Олимпийских игр 1956 года.

## Биография
Вернер Розенбаум родился 23 июля 1927 года.
Играл в хоккей на траве за «Ваккер» из Мюнхена. В его составе в 1952 и 1955 годах завоевал серебро чемпионата ФРГ.
В 1952 году вошёл в состав сборной ФРГ по хоккею на траве на Олимпийских играх в Хельсинки, занявшей 5-е место. Играл на позиции нападающего, провёл 5 матчей, мячей (по имеющимся данным) не забивал.
В 1956 году вошёл в состав сборной ОГК по хоккею на траве на Олимпийских играх в Мельбурне и завоевал бронзовую медаль. Играл на позиции нападающего, провёл 5 матчей, забил 1 мяч в ворота сборной Новой Зеландии.
21 января 1957 года за завоевание бронзы на летних Олимпийских играх в Мельбурне удостоен высшей спортивной награды ФРГ — «Серебряного лаврового листа».
В 1951—1959 годах провёл 43 матча за сборную ФРГ. В 1954 году выиграл в её составе неофициальный чемпионат Европы.
Умер 27 июля 2008 года.